# Chidry (rejon kobryński)
Chidry (biał. Хідры; ros. Хидры) – agromiasteczko na Białorusi, w obwodzie brzeskim, w rejonie kobryńskim, w sielsowiecie Chidry.
Znajduje się tu parafialna cerkiew prawosławna pw. św. Jana Chrzciciela.
Należały do ekonomii kobryńskiej. W XIX w. wieś i chutor. W dwudziestoleciu międzywojennym leżały w Polsce, w województwie poleskim, w powiecie kobryńskim.
W Chidrach urodził się Juryj Waszczuk.